# Sirenum Mons
Il Sirenum Mons è una struttura geologica della superficie di Marte.